# Cystoscopie
La cystoscopie est un examen médical permettant d'étudier la paroi interne (muqueuse) de la vessie afin d'y déceler d'éventuelles anomalies.

## Indications
La cystoscopie est indiquée en cas :
- d'antécédents familiaux ou personnels de cancer de la vessie,
- de présence de sang dans les urines,
- d'infections urinaires à répétition sans cause évidente.

Elle recherche :
- un cancer,
- des polypes,
- une inflammation ou infection,
- une malformation.

## Déroulement

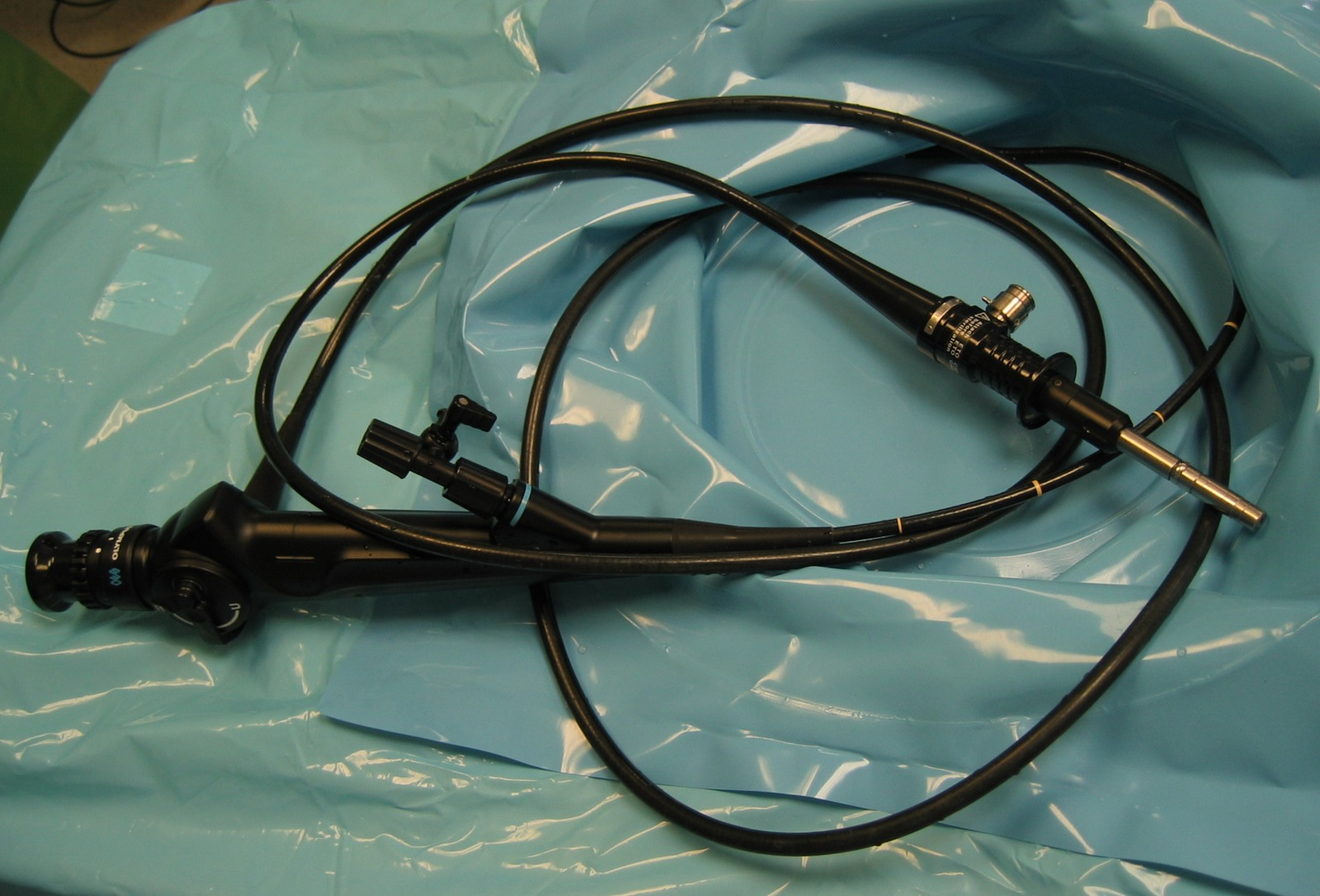
Un cystoscope flexible.

C'est un examen qui se déroule en médecine ambulatoire, sous anesthésie locale pour les hommes et dure environ une demi-heure. Le médecin explore les parois internes de la vessie grâce à un cystoscope (souple ou rigide) qui est un tube mince muni à son extrémité d'une lentille reliée à une source lumineuse (endoscopie).
Une fois le cystoscope introduit dans l’urètre, il pourra alors commencer son exploration en remontant jusqu’à la vessie et visualiser alors les muqueuses de celle-ci. Le médecin pourra éventuellement effectuer des prélèvements.
Après l'examen, le patient peut avoir des besoins d'uriner pressants durant quelques heures et des impressions de brûlure en urinant.
Cet examen se déroule sans préparation particulière, il n'est pas nécessaire d'être à jeun. Le patient doit simplement vérifier la stérilité de ses urines 4-5 jours avant l'examen en effectuant une analyse d'urines dans un laboratoire d'analyses médicales. En cas d'infection, un traitement antibiotique devra être mis en place dans la mesure du possible au minimum 24 heures avant l'examen.

## Complications possibles
Les infections urinaires et les saignements urinaires transitoires sont les rares complications de cet examen.

## Historique
Les premières mentions sont faites par Philipp Bozzini (en) en 1807. C'est l'invention des lampes électriques par Thomas Edison qui a permis à la cystoscopie de se développer.